# Canton de Bas-en-Basset
Le canton de Bas-en-Basset est une circonscription électorale française située dans le département de la Haute-Loire et la région Auvergne-Rhône-Alpes.

## Histoire
Le canton de Bas-en-Basset a été créé au XIXe siècle.
Un nouveau découpage territorial de la Haute-Loire entre en vigueur à l'occasion des premières élections départementales suivant le décret du 17 février 2014. }, le nombre de cantons passe de 35 à 19. Le nombre de communes du canton de Bas-en-Basset passe de 6 à 9.
Le nouveau canton de Bas-en-Basset est formé de communes des anciens cantons de Bas-en-Basset (5 communes), de Monistrol-sur-Loire (1 commune) et de Retournac (3 communes). Il est entièrement inclus dans l'arrondissement d'Yssingeaux. Le bureau centralisateur est situé à Bas-en-Basset.

## Représentation

### Conseillers généraux de 1833 à 2015
| Période         | Période      | Identité                                                 | Étiquette   | Qualité |
| --------------- | ------------ | -------------------------------------------------------- | ----------- | --- |
| 1833            | 1839 (décès) | Jean-Claude Ennemond de Favier de Lachomette (1771-1839) |             | Propriétaire, maire de Bas |
| 1839            | 1842         | Marcelin Hilaire Favier du Pizot                         |             | Maire de Bas |
| 1842            | 1846 (décès) | Jean Cyprien Valeyre (1797-1846)                         |             | Négociant, Maire de Saint-Pal-de-Chalencon |
| 1846            | 1848         | Thomas Charles Édouard Mathieu (1796-1866)               |             | Avocat, premier adjoint au maire du Puy |
| 1848            | 1852         | Romain Jean Léandre Truchard du Molin,                   |             | Président de chambre à la Cour d'appel de Riom Propriétaire à Monistrol-sur-Loire                                                             |
| 1852            | 1867         | Hilaire Martin (1817-1874)                               |             | Notaire, maire de Saint-Pal-de-Chalencon |
| 1867            | 1871         | Jacques Prosper de Favier de Lachomette (1814-1873)      |             | Propriétaire, avocat d'affaires puis Directeur Gérant de la Compagnie du Gaz de Vaise                                                         |
| 1871            | 1883         | Joseph de Lagrevol (1825-1893)                           | Républicain | Avocat à Yssingeaux |
| 1883            | 1919         | Joseph Martin                                            | Républicain | Conseiller à la Cour d'appel de Lyon |
| 1919            | 1931         | Alfred de Vissaguet-Lafaye (1859-1936)                   | Libéral     | Notaire - Maire de Bas-en-Basset Président de la Chambre des notaires d'Yssingeaux Conseiller d'arrondissement                                |
| 1931            | 1940         | Prosper de Favier de Lachomette (1884-1946)              | Républicain | Ingénieur Président de la Compagnie du Bourbonnais Maire de Bas-en-Basset Nommé membre de la Commission administrative départementale en 1941 |
|                 |              |                                                          |             | |
| 1942            | 1945         | René Hermann (1891-1975)                                 |             | Notaire Maire de Bas-en-Basset Nommé conseiller départemental en 1942                                                                         |
|                 |              |                                                          |             | |
| 1945            | 1946 (décès) | Louis de Favier de Lachomette                            | DVD         | Industriel Maire de Bas-en-Basset |
| 29 juillet 1946 | 1976         | Jean de Lachomette (fils du précédent)                   | DVD puis RI | Industriel Sénateur (1948-1974) - Maire de Bas-en-Basset                                                                                      |
| 1976            | 1982         | Antoine Dupuy                                            | DVD         | Maire de Valprivas (1971-1983) |
| 1982            | 2001         | Urbain Martin                                            | UDF-PR      | Chef d'agence Crédit agricole maire de Bas-en-Basset                                                                                          |
| 2001            | 2015         | Joseph Chapuis                                           | DVD         | Agriculteur Maire de Bas-en-Basset (1989-2014)                                                                                                |

### Conseillers d'arrondissement (de 1833 à 1940)
| Période                                  | Période | Identité                        | Étiquette | Qualité |
| ---------------------------------------- | ------- | ------------------------------- | --------- | --- |
| 1833                                     | 1842    | Antoine Joseph Augustin Mathieu |           | Notaire à Bas-en-Basset                                                                                     |
| 1842                                     | 1848    | M. Clavaron                     |           | Propriétaire à Bas-en-Basset                                                                                |
|                                          |         |                                 |           | |
|                                          | 1919    | Alfred de Vissaguet-Lafaye      | Libéral   | Notaire - Maire de Bas-en-Basset Président de la Chambre des notaires d'Yssingeaux                          |
| 1922                                     |         | Jean-Louis Baleydier            | RG        | Agriculteur à Saint-Pal-de-Chalencon                                                                        |
|                                          | 1934    | M. Chateau                      | Droite    | Capitaine                                                                                                   |
| 1934                                     | 1940    | M. Aubert                       | FR        | Maire de Tiranges                                                                                           |
| 1940                                     |         |                                 |           | Les conseils d'arrondissement ont été suspendus par la loi du 12 octobre 1940 et n'ont jamais été réactivés |
| Les données manquantes sont à compléter. |         |                                 |           | |

### Conseillers départementaux depuis 2015
| Période élective | Période élective | Mandat | Mandat   | Identité         | Nuance | Nuance | Qualité |
| ---------------- | ---------------- | ------ | -------- | ---------------- | ------ | ------ | --- |
| 2015             | 2021             | 2015   | 2021     | Joseph Chapuis   |        | LR     | Agriculteur Maire de Bas-en-Basset (1989-2014) Vice-président du Conseil départemental, chargé des routes et des transports |
| 2015             | 2021             | 2015   | 2021     | Blandine Proriol |        | LR     | Cadre de banque Conseillère municipale de Beauzac                                                                           |
| 2021             | 2028             | 2021   | en cours | Guy Jolivet      |        | DVD    | Cadre Michelin à la retraite, maire de Bas-en-Basset                                                                        |
| 2021             | 2028             | 2021   | en cours | Blandine Proriol |        | LR     | Conseillère sortante |

### Résultats détaillés

#### Élections de mars 2015
À l'issue du 1er tour des élections départementales de 2015, deux binômes sont en ballottage : Joseph Chapuis et Blandine Proriol (Union de la Droite, 33,84 %) et Alison Cardaire et Ludovic Deschamps (FN, 30,21 %). Le taux de participation est de 56,47 % (5 532 votants sur 9 796 inscrits) contre 53,67 % au niveau départemental et 50,17 % au niveau national.
Au second tour, Joseph Chapuis et Blandine Proriol (Union de la Droite) sont élus avec 60,37 % des suffrages exprimés et un taux de participation de 56,09 % (3 012 voix pour 5 495 votants et 9 796 inscrits).

#### Élections de juin 2021
Le premier tour des élections départementales de 2021 est marqué par un très faible taux de participation (33,26 % au niveau national). Dans le canton de Bas-en-Basset, ce taux de participation est de 38,65 % (4 000 votants sur 10 349 inscrits) contre 40,17 % au niveau départemental. À l'issue de ce premier tour, deux binômes sont en ballottage : Guy Jolivet et Blandine Proriol (DVD, 66,5 %) et Pierre Astor et Marie-Martine Laulagnier (DVD, 33,5 %).
Le second tour des élections est marqué une nouvelle fois par une abstention massive équivalente au premier tour. Les taux de participation sont de 34,36 % au niveau national, 37,53 % dans le département et 39,52 % dans le canton de Bas-en-Basset. Guy Jolivet et Blandine Proriol (DVD) sont élus avec 65,15 % des suffrages exprimés (2 423 voix pour 4 090 votants et 10 349 inscrits),,. 

## Composition

### Composition avant 2015
Le canton de Bas-en-Basset regroupait six communes.
| Nom                       | Code Insee | Codepostal | Superficie (km2) | Population (dernière pop. légale) | Densité (hab./km2) |
| ------------------------- | ---------- | ---------- | ---------------- | --------------------------------- | ------------------ |
| Bas-en-Basset (chef-lieu) | 43020      | 43210      | 46,76            | 4 286 (2012)                      | 92                 |
| Boisset                   | 43034      | 43500      | 14,04            | 315 (2012)                        | 22                 |
| Malvalette                | 43127      | 43210      | 21,01            | 782 (2012)                        | 37                 |
| Saint-Pal-de-Chalencon    | 43212      | 43500      | 28,95            | 1 027 (2012)                      | 35                 |
| Tiranges                  | 43246      | 43530      | 26,83            | 455 (2012)                        | 17                 |
| Valprivas                 | 43249      | 43210      | 23,66            | 488 (2012)                        | 21                 |

### Composition à partir de 2015
Le nouveau canton de Bas-en-Basset comprend neuf communes entières.
| Nom                                   | Code Insee | Intercommunalité               | Superficie (km2) | Population (dernière pop. légale) | Densité (hab./km2) | Modifier                                    |
| ------------------------------------- | ---------- | ------------------------------ | ---------------- | --------------------------------- | ------------------ | ------------------------------------------- |
| Bas-en-Basset (bureau centralisateur) | 43020      | CC Marches du Velay-Rochebaron | 46,76            | 4 631 (2022)                      | 99                 | modifier les données · modifier les données |
| Beauzac                               | 43025      | CC Marches du Velay-Rochebaron | 36,33            | 2 964 (2022)                      | 82                 | modifier les données · modifier les données |
| Boisset                               | 43034      | CC Marches du Velay-Rochebaron | 14,04            | 382 (2022)                        | 27                 | modifier les données · modifier les données |
| Malvalette                            | 43127      | CC Marches du Velay-Rochebaron | 21,01            | 882 (2022)                        | 42                 | modifier les données · modifier les données |
| Retournac                             | 43162      | CC des Sucs                    | 45,76            | 2 971 (2022)                      | 65                 | modifier les données · modifier les données |
| Saint-André-de-Chalencon              | 43166      | CC Marches du Velay-Rochebaron | 17,20            | 381 (2022)                        | 22                 | modifier les données · modifier les données |
| Solignac-sous-Roche                   | 43240      | CC Marches du Velay-Rochebaron | 8,65             | 261 (2022)                        | 30                 | modifier les données · modifier les données |
| Tiranges                              | 43246      | CC Marches du Velay-Rochebaron | 26,83            | 455 (2022)                        | 17                 | modifier les données · modifier les données |
| Valprivas                             | 43249      | CC Marches du Velay-Rochebaron | 23,66            | 540 (2022)                        | 23                 | modifier les données · modifier les données |
| Canton de Bas-en-Basset               | 4302       |                                | 240,24           | 13 467 (2022)                     | 56                 | modifier les données                        |

## Démographie

### Démographie avant 2015
| 1962  | 1968  | 1975  | 1982  | 1990  | 1999  | 2006  | 2011  | 2012  |
| ----- | ----- | ----- | ----- | ----- | ----- | ----- | ----- | ----- |
| 5 431 | 5 149 | 4 809 | 4 843 | 5 299 | 5 838 | 6 698 | 7 272 | 7 353 |

### Démographie depuis 2015
En 2022, le canton comptait 13 467 habitants, en évolution de +4,52 % par rapport à 2016 (Haute-Loire : +0,36 %, France hors Mayotte : +2,11 %).
| 2013   | 2018   | 2022   |
| ------ | ------ | ------ |
| 12 557 | 13 081 | 13 467 |